# Megadytes marginithorax
Megadytes marginithorax är en skalbaggsart som först beskrevs av Perty 1830.  Megadytes marginithorax ingår i släktet Megadytes och familjen dykare. Inga underarter finns listade i Catalogue of Life.